# 牛津大學聖彼得學院
聖彼得學院（St Peter's College）是英國牛津大學的一個學院，位於New Inn Hall Street，其下擁有的兩個旅館都成立於13世紀。
現在的聖彼得學院由利物浦主教弗蘭西斯·詹姆斯·查維斯成立於1929年，當時為St Peter's Hall，1961年獲得正式學院資格，改稱聖彼得學院。
2014年，學院收到2900萬英鎊捐款。

## 歷史
聖彼得學院擁有的兩個旅館都成立於13世紀，是牛津大學內最古老的旅館之一，即New Inn Hall和Rose Hall。第一次英格蘭內戰期間，各學院的徽章都被國王的牛津議會徵收，它們在New Inn Hall被融掉做成了“Oxford Crowns”。
現代的聖彼得學院要追溯到1928年成立的St Peter's Hall，當年成立時還是一個有13名住客的旅店。 1929年被命令改造成學院，有40名成員，其成立者是利物浦主教弗蘭西斯·詹姆斯·查維斯，當時成立學院的考慮是英國古典大學的學費越來越高，需要成立一個新的教育機構來使得那些無法支付高昂學費的學生入學。
1961年，成為正式學院，並在同年接受皇家憲章，改現名。

## 學生生活

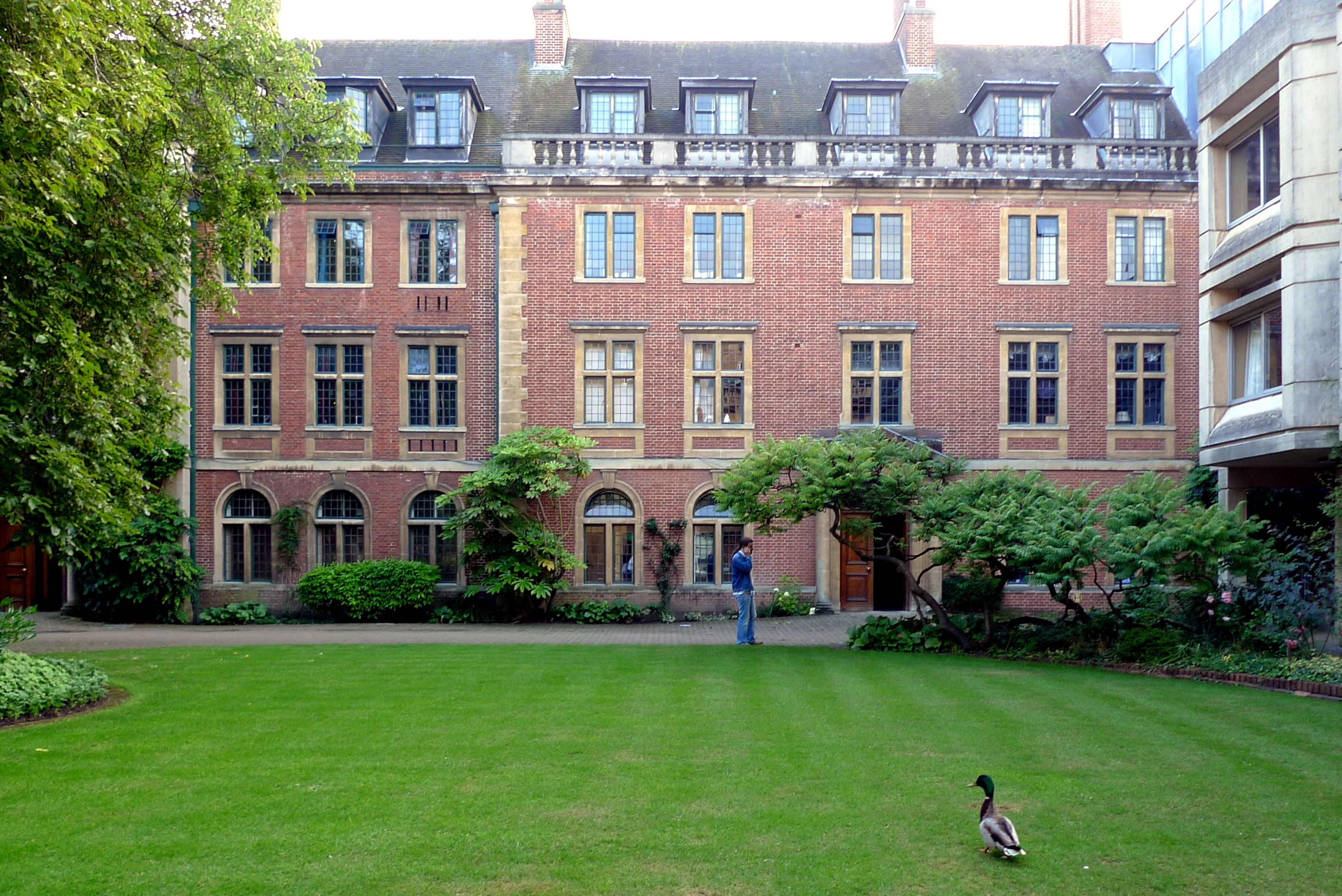
可追溯到愛德華時代的住宿區

學院有自己的學生活動室，會在次舉辦許多正式活動。同時學院還有學生自編的藝術雜誌《Misc》，定期發發行。

### 划船
划船是該學院很受歡迎的一項運動，學院有自己的划船俱樂部“聖彼得學院船俱樂部”，與大學學院船俱樂部共享部室。2008年該俱樂部贏得牛津大學的基督堂賽艇會。

## 外部連結
- St Peter's College （页面存档备份，存于） — official website
- St Peter's College Junior Common Room
- St Peter's College Middle Common Room
- St Peter's College Boatclub
- Oxford Handbook information （页面存档备份，存于）